# DELTA (taxonomie)
Pour les articles homonymes, voir Delta (homonymie).
DELTA, signifiant en anglais DEscription Language for TAxonomy (en français langage de description pour la taxonomie) est un format de données utilisé en taxonomie. Il permet de produire des descriptions en langage naturel, des clés conventionnelles ou interactives, des classifications cladistiques ou phénétique, ainsi que des outils de recherche d'information,. Ce langage a entre autres été intégré dans les logiciels Confor, Pankey et IntKey,.
DELTA a été adopté par l'International Taxonomic Databases Working Group (TDWG) comme un standard pour l'échange d'information dans ce domaine.